# Ожидая груз на рейде Фучжоу возле Пагоды
«Фучжоу» или «Ожидая груз на рейде Фучжоу возле пагоды» — фильм режиссёра Михаила Ильенко.

## Сюжет
Конец XIX века. Места действия фильма — Приднепровские сёла от Ржищева до Канева, побережье Флориды, Бермудский треугольник. Герои ленты — Орест и Катерина.

## В ролях
- Тарас Денисенко ― Орест
- Иванка Ильенко ― Маруся
- Валентин Троцюк ― Боттичелли
- Богдан Ступка
- Дарья Рашеева ― Катерина
- Наталья Роскокоха ― Виддушина
- Богдан Бенюк ― Горелый
- Татьяна Печёнкина ― жена Горелого
- Александр Толстых
- Юрий Рудченко ― Жменя
- Галина Сулима (Галина Щебиволк) ― ведьма
- Алексей Горбунов ― горбун
- Дмитрий Миргородский — гуцул
- Лев Перфилов ― отец Катерины
- Константин Шафоренко ― Харшвойс
- Артур Ли ― китаец
- Евгений Пашин ― фейерверкер
- Ростислав Гуревич ― умный мальчик
- Елена Драныш
- Богдан Жолдак
- Георгий Дворников

## Создатели фильма
- Режиссёр: Михаил Ильенко
- Оператор постановщик: Богдан Вержбицкий
- Автор сценария: Михаил Ильенко
- Художник-постановщик: Оксана Тимонишина, Игорь Блазнев
- Композитор: Владимир Гронский

## Награды
- 1993 — Диплом жюри на кинофестивале «Золотой Орел-93»
- 1994 — Приз прессы актрисе Галине Сулиме на кинофестивале «Созвездие-94»
- 1994 — Приз за лучшую мужскую роль второго плана Богдану Ступке на кинофестивале Стожары '95
- Приз за лучший дебют Иванке Ильенко на кинофестивале Стожары '95
- Приз за лучшую женскую роль в номинации «Непрофессиональный исполнитель роли» Наталье Роскокоха на кинофестивале Стожары '95